# رافائلا اوتیانو
رافائلا اوتیانو (انگلیسی: Rafaela Ottiano؛ ۴ مارس ۱۸۸۸ – ۱۸ اوت ۱۹۴۲) یک هنرپیشه اهل ایتالیا بود.

## گزیدهٔ فیلم‌شناسی
- سفر دریایی طولانی به خانه (۱۹۴۰)
- سوئز (۱۹۳۸)
- ماری آنتوانت (۱۹۳۸)
- سیر در عرش (۱۹۳۷)
- آنتونی ادورس (۱۹۳۶)
- اراذل و اوباش (۱۹۳۶)
- جنایت و مکافات (۱۹۳۵)
- دیشب را به‌خاطر داری؟ (۱۹۳۵)
- زن (۱۹۳۳)
- آن زن به او بد کرد (۱۹۳۳)
- گرند هتل (۱۹۳۲)

## زندگی شخصی و مرگ
اوتیانو هرگز ازدواج نکرد و فرزندی نداشت. او در 14 اوت 1942 در سن 54 سالگی در اقامتگاه والدینش در بوستون شرقی درگذشت.